# Alonso de Ojeda

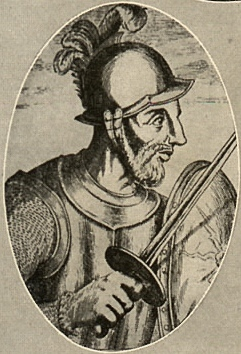
Alonso de Ojeda

Alonso de Ojeda oder Alonso de Hojeda (sprich ocheda; * um 1466 in Cuenca, Neukastilien, Spanien; † 1515 oder 1516 in Santo Domingo) war ein spanischer Seefahrer und Entdecker.

## Leben
Ojeda war der Spross einer verarmten Adelsfamilie. Er trat als Page in den Dienst des Herzogs von Medinaceli, Don Luis de Cerda, eines der frühesten Gönner des Christoph Kolumbus. Er bekam durch die Protektion des Bischofs von Burgos und des späteren Patriarchen der Westindischen Inseln Juan Rodríguez de Fonseca die Chance, Christoph Kolumbus bei seiner zweiten Amerika-Expedition zu begleiten. Bei Aufständen der einheimischen Arawak machte sich Ojeda einen (zweifelhaften) Namen, nach Spanien kehrte er 1496 zurück. Er wurde bekannt durch die Gefangennahme des Kaziken Caonabo.

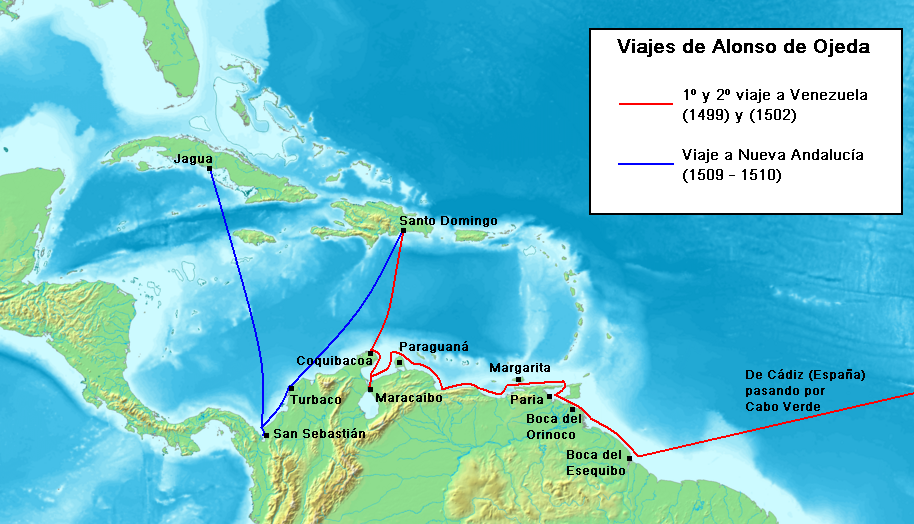
Reisen des Alonso de Ojeda

Nachdem Kolumbus auf seiner dritten Fahrt die an Perlen reiche Küste Venezuelas für die spanische Krone entdeckt hatte, unternahm Ojeda 1499 zusammen mit zwei Kartographen, dem Basken Juan de la Cosa und dem Florentiner Amerigo Vespucci, einen Beutezug dorthin. Diesmal kommandierte er drei Schiffe auf eigene Rechnung. Man entdeckte den Golf von Maracaibo und die Halbinsel Goajira. Über die Bahamas kehrte man mit 232 geraubten Indianern nach Spanien zurück. Zwei Jahre später ließ sich Ojeda als Statthalter in Maracaibo nieder und gründete unter dem Schutz von vier Schiffen eine Niederlassung. Der anhaltende Widerstand der indigenen Bevölkerung und der Mangel an Nahrung trieb die Mannschaft zur Meuterei. Man setzte Ojeda gefangen und ging mit ihm nach Haiti, um ihn vor Gericht zu stellen. Von dort nach Spanien deportiert wurde er jedoch 1503 freigesprochen.
Im Zuge dieser Expedition entdeckte Ojeda 1499 die Küste Guyanas, er landete in der Orinoco-Mündung und in Trinidad und gab einer schiffbaren Bucht den Namen „Venezuela“ (Klein-Venedig), weil sie ihn an die Bucht Venedigs erinnerte. Nach Ojedas Rückkehr nach Hispaniola kam es zu Reibereien mit Christoph Kolumbus, da sich dieser in seinen Entdecker-Privilegien verletzt sah.
1502 stattete Ojeda eine weitere Expedition aus, mit der er am amerikanischen Kontinent landete. Er gründete die Kolonie Santa Cruz auf der Guajira-Halbinsel, die sich aber nicht lange hielt. Schuld am Misserfolg waren in erster Linie die Untüchtigkeit seiner Helfer und extreme Grausamkeiten gegenüber den Einheimischen. Schließlich zerstritt sich Ojeda mit seinen Begleitern, diese beschuldigten ihn, für den König bestimmte Reichtümer zu veruntreuen. Ojeda kehrte als Gefangener nach Spanien zurück, wo ihm der Prozess gemacht wurde. Obwohl er letztlich von allen Vorwürfen freigesprochen wurde, ruinierte der Prozess Ojeda finanziell, auch sein Ruf litt.
Es gelang Ojeda dennoch, noch einmal nach Hispaniola zurückzukehren. Gemeinsam mit seinem ehemaligen Partner Juan de La Cosa versuchte er, die Idee von Kolonien auf dem amerikanischen Festland zwischen Cabo de Vela und dem Golf von Urabá zu verbreiten. Letztlich gelang es ihm, die Unterstützung der spanischen Regierung zu erlangen, und er begann seine letzte Expedition auszurüsten.
1505 startete er einen erneuten Versuch und ließ sich noch 1508 mit der gesamten Nordküste Südamerikas (unter dem Namen Neu-Andalusien) belehnen, doch hatten seine Gründungen keinerlei Erfolg. Bereits die Landung am amerikanischen Festland gestaltete sich als Fiasko: Feindlich gesinnte Einheimische rieben die Spanier auf, diese mussten die Flucht auf dem Seeweg antreten. Ojeda war dennoch nicht entmutigt und gründete im Januar 1510 an einem anderen passend erscheinenden Ort die Kolonie San Sebastián de Urabá. Beim Versuch, Nachschub für die kleine Siedlung zu besorgen, erlitt Ojeda Schiffbruch und fristete seinen Lebensabend in bitterer Armut in Santo Domingo. Er starb einsam.